# گلادیاتور رم
گلادیاتور رم (ایتالیایی: Il gladiatore di Roma) یک فیلم ماجراجویی ایتالیایی به کارگردانی ماریو کوستا است که در سال ۱۹۶۲ منتشر شد.

## بازیگران
- گوردون اسکات
- واندیسا گوئیدا
- روبرتو ریسو
- اومبرتا کولی
- آلبرتو فارنزه
- آندره‌آ آئورلی
- میراندا کامپا
- پیترو د. ویکو
- میرکو الیس
- پیترو توردی
- الئونورا وارگاس
- پی‌یرو لولی
- راف بالتاساره
- جانی سولارو
- جولیو باتیفری
- کلاودیو اسکارکیلی
- ناندو تامبرلانی